# Andy Devine
Andrew Vabre "Andy" Devine (Flagstaff, Arizona; 7 de octubre de 1905 - Orange, California; 18 de febrero de 1977) fue un actor de carácter estadounidense, conocido por sus papeles humorísticos como secuaz y cowboy, así como por su voz áspera.

## Primeros años
Nacido en Flagstaff, Arizona, Andy Devine se crio en la cercana Kingman, a donde su familia se mudó cuando él tenía un año de edad. Su padre era Thomas Devine Jr., nacido en 1869. El abuelo de Andy, Thomas Devine Sr., nació en 1842 en Irlanda, y emigró a los Estados Unidos en 1852. Su madre era Amy Ward, nieta del Comandante James H. Ward, el primer oficial de la Armada de los Estados Unidos fallecido durante la guerra civil estadounidense.
Fue una estrella del fútbol americano en la Universidad Estatal Ball, y jugó de manera semi-profesional bajo el seudónimo de "Jeremiah Schwartz". Su experiencia deportiva le valió su primer papel en el film mudo The Fighting Football Cardinals.  
En 1933, en el rodaje de una película dirigida por John Ford para Universal Studios, "Doctor Bull", Devine conoció a su futura esposa, Dorothy House. Se casaron el 28 de octubre de 1933 en Las Vegas, Nevada, permaneciendo unidos hasta la muerte del actor en 1977.
Aunque se pensó que su peculiar voz le obstaculizaría el paso al cine sonoro, acabó convirtiéndose en su característica más famosa. Devine comentaba que era debida a un accidente en su infancia. Sin embargo, un biógrafo sostiene que ello no era cierto, sino una invención de Devine. Según su hijo Tad, en entrevista concedida a Encore Westerns Channel (2007 Newport Beach Film Festival), sí hubo un accidente, pero no había seguridad sobre si el mismo fue la causa de su característica voz.

## Carrera
Actuó en más de 400 filmes, y compartió con Walter Brennan, otro actor de carácter, la rara habilidad de pasar con facilidad del western de "serie B" al cine de primera categoría. Entre sus papeles destacados se incluyen diez películas como "Cookie", junto a Roy Rogers, un papel en Romeo y Julieta (1936), y el personaje de "Danny" en A Star Is Born (1937). Hizo varias interpretaciones junto a John Wayne, incluyendo La diligencia (1939), Island in the Sky (1953), y The Man Who Shot Liberty Valance (1962). Otras actuaciones destacadas fueron las que hizo para El rojo emblema del valor y La vuelta al mundo en ochenta días (1956). Aunque la mayor parte de sus personajes eran reticentes a entrar en acción, en Island in the Sky interpretó al héroe, un experto piloto y su ardua búsqueda de un avión perdido. Entre sus últimas películas destacan The Over-the-Hill Gang y Myra Breckinridge. 
Devine también trabajó para la radio. Es recordado por su papel como "Jingles", el compañero de Guy Madison en The Adventures of Wild Bill Hickok, papeles que Devine y Madison retomaron en la televisión. Actuó más de 75 veces en el show radiofónico de Jack Benny entre 1936 y 1942, a menudo en la semi-regular serie de números westerns de Benny llamada "Buck Benny Rides Again".  
Con relación a su trabajo televisivo, fue presentador de un programa infantil, Andy's Gang, en la cadena NBC entre 1955 y 1960. Interpretó a "Hap" en la serie Flipper, también para la NBC, en la década de 1960. Trabajó en la serie The Twilight Zone con el papel de "Frisby", en un episodio de la misma titulado "Hocus-Pocus and Frisby", y que trataba sobre una invasión alienígena. También fue con frecuencia artista invitado en varios programas televisivos de las décadas de 1950 y 1960, incluyendo el papel de Jake Sloan en el episodio "Big Jake" de la serie de la NBC The Barbara Stanwyck Show. También actuó como John Denton en el capítulo "A Horse of a Different Cutter" del programa de la ABC The Rounders. 
Devine también trabajó como actor de voz en filmes de animación, entre ellos el de The Walt Disney Company Robin Hood. Asimismo, dio voz a varios comerciales publicidad de Kellogg's Corn Flakes.
Finalmente, en 1973 Devine fue a Monroe, Luisiana, a solicitud de George C. Brian, a cuyo cargo estaba el departamento teatral de la Universidad de Luisiana en Monroe, para actuar en la obra de Edna Ferber Show Boat.
Andy Devine falleció a causa de una leucemia en 1977, a los 71 años de edad, en Orange (California). Sus restos fueron incinerados, y las cenizas entregadas a la familia. Tiene una estrella en el Paseo de la fama de Hollywood, en el 6366 de Hollywood Boulevard por su trabajo televisivo.